# 소보슬러이 도미니크
소보슬러이 도미니크(헝가리어: Szoboszlai Dominik, 헝가리어 발음: [ˈsoboslɒi ˈdominik], 2000년 10월 25일~)는 헝가리의 축구 선수로 포지션은 미드필더이다. 현재 프리미어리그의 리버풀 FC와 헝가리 축구 국가대표팀에서 활동하고 있으며 헝가리 대표팀의 주장을 역임하고 있다. 대한민국에서는 성 'Szoboslai'의 'a'를 로마자 그대로 읽은 소보슬라이 도미니크로도 알려져 있다.
소보슬러이는 2017년 FC 레드불 잘츠부르크의 위성구단 FC 리퍼링에서 프로 축구 선수 경력을 시작했다. 리퍼링에서 레드불 잘츠부르크로 승격했고 2018–19 오스트리아 분데스리가가 진행되던 2018년 1월 레드불 잘츠부르크에 데뷔했다. 그는 레드불 잘츠부르크에서 3시즌 동안 활동하면서 잘츠부르크의 오스트리아 분데스리가 3회 우승, ÖFB-쿠프 2회 우승에 기여했다. 2021년 1월, 2,500만 유로(약 374억 원)의 이적료로 레드불 잘츠부르크의 자매구단 RB 라이프치히로 이적했고 라이프치히로 이적하며 가장 많은 이적료를 기록한 헝가리인 축구 선수가 되었다. 그는 라이프치히에서 3시즌 동안 활동하며 DFB-포칼 2회 우승을 달성했고 2023년 7월 7,000만 유로(약 1,049억 원)의 바이아웃 조항으로 라이프치히에서 리버풀로 이적했다. 그는 이 이적으로 2023년 7월 기준으로 리버풀 구단 역사상 가장 많은 이적료를 기록한 선수 4위가 되었고 자신이 세웠던 가장 많은 이적료를 기록한 헝가리인 축구 선수 기록을 갱신했다.
소보슬러이는 헝가리의 연령별 대표팀을 거쳤고 UEFA 유로 2020 예선 E조에서 헝가리 축구 국가대표팀 데뷔전을 가졌다. 그는 UEFA 유로 2020 예선 플레이오프 결승전에서 92분 아이슬란드 축구 국가대표팀을 상대로 득점을 기록하며 헝가리 대표팀이 UEFA 유로 2020 본선에 진출하는데 기여했다. 그는 2022-23년 UEFA 네이션스리그 A, UEFA 유로 2024에 참가했고 유로 2024에서 대표팀의 주장으로 활동하며 UEFA 유럽 축구 선수권 대회에 참가한 가장 어린 주장 기록을 세웠다.

## 구단 경력

### RB 라이프치히
2020년 12월 17일 RB 라이프치히는 소보슬러이의 영입을 발표했다. 계약 기간은 4년 반이다. 언론 보도에 따르면 이적료는 2000만 유로이다. 이 금액은 헝가리 축구 선수 중 역대 최고액이다. 또한 겨울 이적시장이 열리는 2021년 1월부터 출전이 가능하다.

### 리버풀 FC
2023년 7월 2일, 리버풀 FC는 공식 홈페이지를 통해 소보슬러이가 라이프치히에서 리버풀로 이적했고 발표했다. 소보슬러이는 리버풀과 5년 계약을 체결했고 리버풀은 라이프치히에 소보슬러이의 바이아웃 6000만 파운드(7000만 유로)를 지불했다. 소보슬러이는 알렉시스 마크 알리스테르 다음으로 2023-24 시즌 리버풀이 영입한 선수가 되었으며 나뷔 케이타의 뒤를 이어 리버풀의 8번을 받았다.

## 수상 내역
구단
 FC 레드불 잘츠부르크
- 오스트리아 분데스리가: 2017-18, 2018-19, 2019-20, 2020-21
- ÖFB-쿠프: 2018-19, 2019-20, 2020-21

 RB 라이프치히
- DFB-포칼: 2021-22[12], 2022-23[13]

 리버풀 FC
- EFL컵: 2023-24[14]

개인
- 오스트리아 2. 리가 시즌의 팀: 2017-18
- 헝가리 올해의 스포츠인: 2020, 2023[15][16]
- 분데스리가 이달의 신인: 2021년 8월, 2021년 10월, 2022년 4월[17]
- 헝가리 골든볼: 2020